# Salle (Italia)
Salle è un comune italiano di 252 abitanti della provincia di Pescara in Abruzzo. Fa parte del parco nazionale della Maiella, e il suo territorio è attraversato dal fiume Orta.

## Geografia fisica

### Territorio
Il paese odierno è situato ai piedi delle montagne del Morrone a 470 metri sul livello del mare. Il vecchio abitato, Salle Vecchia invece è situato più a monte a circa 550 metri di altitudine.

### Clima
Nonostante Salle si trovi a soli 470 metri di altitudine, gli inverni sono relativamente freddi e nevosi rispetto ad altri paesi della provincia situati alla stessa quota. Questo fenomeno è dovuto alla sua posizione geografica: il paese è collocato ai piedi del Morrone e a breve distanza dalla Maiella. Tale configurazione fa sì che il manto nevoso possa occasionalmente raggiungere anche un metro di altezza. Le estati, invece, sono moderatamente calde e asciutte, sebbene durante le ondate di calore più intense la temperatura possa raggiungere, o in alcuni casi superare, i 35 gradi.

## Storia

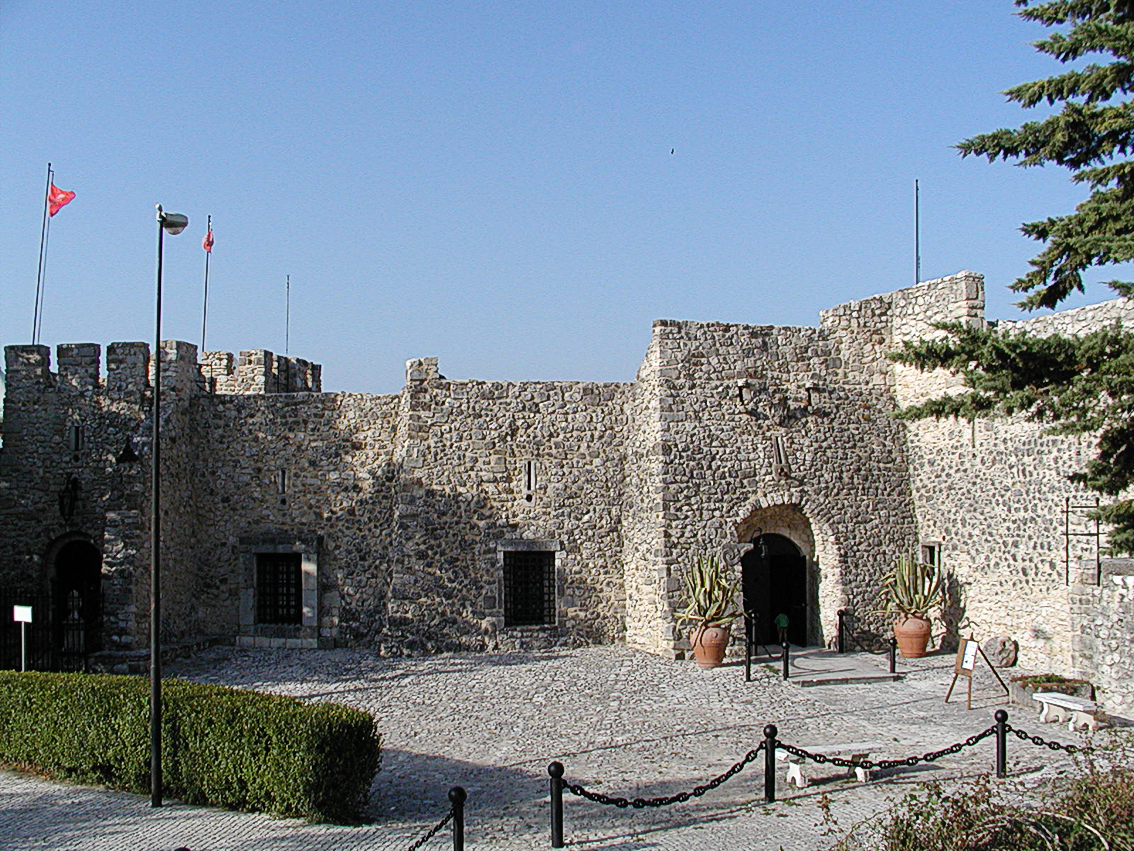
Castello di Salle

Salle risale al periodo medioevale e tra i documenti più datati che ne testimoniano l'esistenza c'è il Chronicon Casauriense, una raccolta di cronache risalenti tra IX e XII secolo e riguardanti la vicina Abbazia di San Clemente a Casauria, su cui viene riportato che Salle era possedimento dell'Abbazia. L'abitato di Salle si è sviluppato fin dalle sue origini come castrum nei pressi di un castello edificato prima dell'anno Mille.
Il terremoto della Marsica del 1915 danneggiò il 50% degli edifici del comune, poi una frana nel maggio dello stesso anno fece scomparire parte del paese.
Dopo il terremoto della Maiella del 1933, il Governo autorizzò lo spostamento di interi centri abitati colpiti dal sisma in zone fisicamente più adatte alla presenza di edifici, tra cui anche quello di Salle, la cui zona di riedificazione fu scelta dal Genio Civile di Pescara nell'allora contrada Colle. Il nuovo centro abitato - chiamato "Salle del Littorio", poi nel dopoguerra "Salle nuova" -  fu costruito in una superficie di circa 5.000 metri quadri.

## Monumenti e luoghi d'interesse

### Architetture civili
Ponte di Salle
Costruito nei primi anni cinquanta a 104 metri sopra il fiume Orta. È un ponte a campata unica e si trova sulla strada provinciale 68 tra Salle e la frazione San Tommaso di Caramanico Terme. Viene utilizzato per il Bungee jumping.

### Architetture religiose

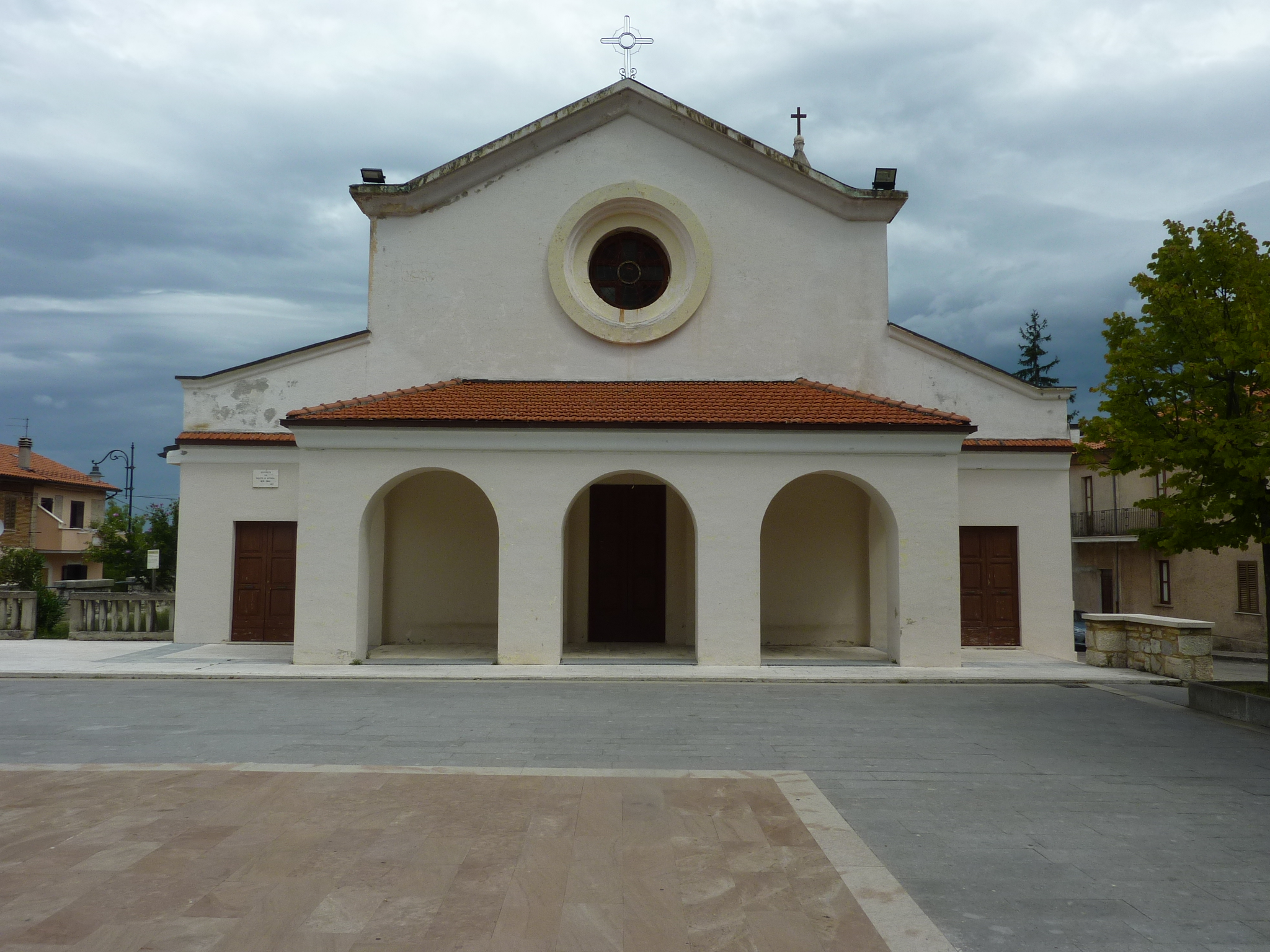
Chiesa di San Salvatore
È la parrocchiale del borgo nuovo. Fu costruita intorno agli anni '20, con ispirazione artistica al neoromanico. La facciata è molto semplice, a capanna, con portico ad archi davanti al portale. Il campanile è una torre di pietra con cuspide. L'interno a navata unica ha marmi policromi e una cappella laterale dedicata al Beato Roberto di Salle. I mosaici riguardano lo Spirito Santo e il Salvatore, posto sull'altare ad abside semicircolare. 

### Architetture militari
Castello di Salle

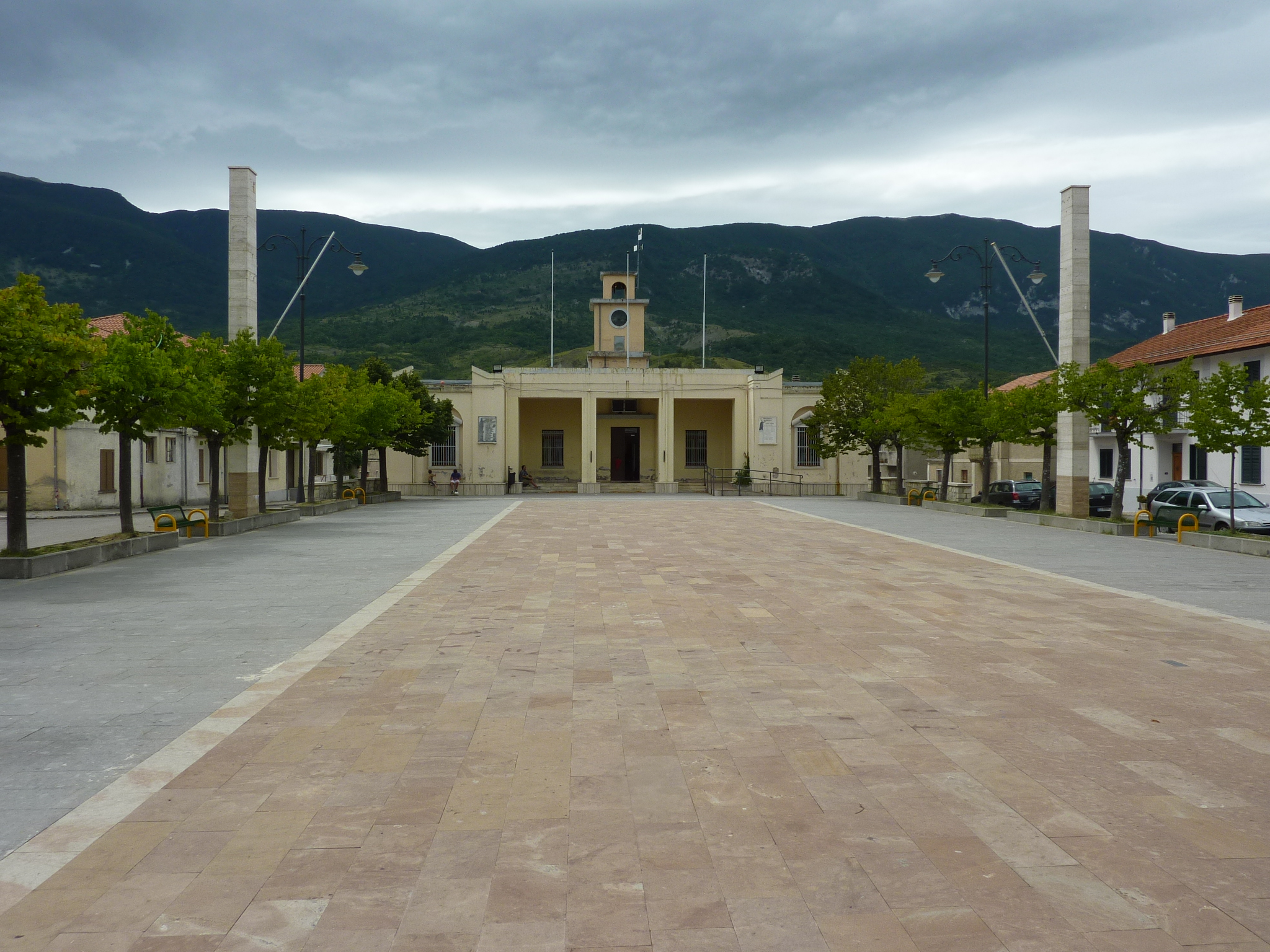
Municipio

Castello medievale del X secolo circa, situato a Salle Vecchia. Il castello fu proprietà dei conti D'Aquino e Carafa. Dopo la distruzione del borgo per il terremoto del 1915, fu acquistato dai conti di Genova e ricostruito per anastilosi in parte. Ciò è evidente nelle due torri gemelle della facciata, con merlature e beccatelli. Le basi di altre torri, con porte di accesso, sono visibili nel tracciato murario, che comprendeva stalle e altre stanze della struttura, recuperata solo in parte dopo gli anni '30. Il castello è l'unico elemento sopravvissuto del vecchio borgo, e oggi è usato come ristorante e museo. 

## Società

### Evoluzione demografica
Abitanti censiti

### Etnie e minoranze straniere
Il 1º gennaio 2021 gli stranieri censiti nel territorio comunale sono 9, pari a circa il 3,4% della popolazione complessiva. La comunità straniera più numerosa è quella proveniente dall'Argentina la quale compone il 77,8% di tutti gli stranieri presenti sul territorio.

### Tradizioni e folclore
Le spoglie del patrono del paese, il Beato Roberto da Salle, che viene festeggiato nel mese di luglio, sono conservate in un altare laterale della chiesa. Tradizionale è la sfilata dei palmenteri, comune a molti paesi limitrofi come Caramanico Terme: la cittadinanza porta doni al patrono, dai dolci ai prodotti tipici appesi a dei rami, fino a interi carri di legname; il ricavato della vendita va in offerta per i festeggiamenti.

## Cultura

### Istruzione

#### Biblioteche
- Biblioteca comunale Benito Sarrantonio[12].

#### Musei
- Museo delle Corde Armoniche: il museo è dedicato alla produzione artigianale di corde armoniche di cui Salle ha una grande tradizione[13].
- Museo Medievale Borbonico[14].

## Economia
Il paese è rinomato per le manifatture di corde, sia per uso chirurgico sia per strumenti musicali.

## Infrastrutture e trasporti

### Strade
Il territorio comunale è attraversato dalla Strada Provinciale 66 che parte dal territorio di Bolognano arriva fino a quello di Caramanico Terme.

### Mobilità urbana
I trasporti interurbani di Salle vengono svolti con autoservizi di linea gestiti da TUA.

## Amministrazione
Di seguito una lista degli ultimi sindaci eletti:
| Nominativo         | Partito                            | Mandato        | Mandato          | Elezioni          |
| ------------------ | ---------------------------------- | -------------- | ---------------- | ----------------- |
| Nominativo         | Partito                            | Inizio         | Fine             | Elezioni          |
| Elbino Battaglia   |                                    | 23 aprile 1995 | 13 giugno 1999   |                   |
| Nando D'Addario    | Lista Civica                       | 13 giugno 1999 | 13 giugno 2004   |                   |
| Florindo Colangelo | Lista Civica                       | 13 giugno 2004 | 7 giugno 2009    |                   |
| Florindo Colangelo | Lista Civica                       | 7 giugno 2009  | 14 novembre 2013 |                   |
|                    |                                    |                | 25 maggio 2014   |                   |
| Maurizio Fonzo     | Lista Civica Salle Verso il Futuro | 25 maggio 2014 | 12 Aprile 2019   | Elezioni del 2014 |
| (Commissario)      | -                                  | 12 Aprile 2019 | 27 maggio 2019   |                   |
| Davide Morante     | Lista Civica Insieme Possiamo      | 27 maggio 2019 | in carica        | Elezioni del 2019 |

## Sport
Bungee jumping
In paese viene praticato il bungee jumping, per via della presenza sul territorio comunale di un ponte di oltre 100 metri sul fiume Orta che collega Salle al territorio di Caramanico Terme.